# Амузегар, Джамшид
Джамшид Амузегар (перс. جمشید آموزگار‎, прослушатьо файле; 25 июня 1923, Тегеран, Иран — 27 сентября 2016, Роквилл, штат Мэриленд) — иранский экономист и государственный деятель, премьер-министр Ирана (1977—1978). До этого он занимал пост министра внутренних дел и министра финансов в кабинете Амира Аббаса Ховейды. Он был генеральным секретарём партии Растахиз во время своего пребывания на посту премьер-министра Ирана.
Он окончил Тегеранский университет со степенью в области права и техники.

## Биография
Его мать была одной из первых девушек, посещавших государственную школу. Его отец, журналист, сделал успешную политическую карьеру, занимал посты министра образования и сенатора. Через два года после поступления в Тегеранский университет продолжил обучение в Корнеллском университете, где получил степень бакалавра политологии. Затем окончил факультет гражданского строительства в университете Джорджа Вашингтона и получил степень магистра в области гражданского строительства.
В 1951 г. он вернулся в Иран и начал работать в рамках программы  долгосрочная программа технической помощи США экономически слаборазвитым странам Азии, Африки и Латинской Америки президента США Гарри Трумэна Point IV. Всего за 18 месяцев он построил 48 скважин и спроектировал водоснабжение и канализацию для 25 городов. В 1955 г. он становится заместителем министра здравоохранения и сыграл важную роль в ликвидации малярии в Иране. Затем был назначен министром труда, а затем министром здравоохранения во время премьер-министра Хасана Али Мансура. На должности  министра сельского хозяйства отвечал за разработку законодательства о реформе земельной реформы. В кабинете Хасана Али Мансура возглавлял министерство здравоохранения.
С 1965 по 1974 г. занимал пост министра финансов в кабинете Амира Аббаса Ховейды. В этой роли председательствовал на нескольких очередных заседаниях ОПЕК. В 1971 г. он вместе с саудовским министром Ахмедом Ямани принимал участие в практической реализации ряда мер по повышению мировых цен на нефть, которая в итоге увеличилась в 4 раза, что обеспечило Иран ресурсами для модернизации своей инфраструктуры, сельского хозяйства и обороны. За это достижение Амузегар был награждён орденом Тадж-е Иран первой степени, который вручался исключительно действующему или бывшим премьер-министрам.
В 1974—1977 гг. — министр внутренних дел Ирана. 21 декабря 1975 года он был взят в заложники венесуэльским террористом Карлосом Шакалом во время заседания ОПЕК. Карлос готов был казнить его, но не сделал этого и министр был освобождён вместе с другими заложниками через несколько дней. По ряду оценок Иран и Саудовская Аравия за освобождение Амусегара и Ямани заплатили Карлосу 20 миллионов долларов.
В 1976 г. он был избран генеральным секретарём партии Растахиз, став во главе прогрессивной фракции, противостоящей конструкционистской либеральной фракции министра финансов Хушанга Ансари. 7 августа 1977 года становится премьер-министром Ирана, сменив на этом посту Амира Аббаса Ховейду. Однако, он быстро стал непопулярным, так как он пытался замедлить экономический кризис с помощью жёстких мер экономии, вызывавших при этом увеличение безработицы и падение доходов в частном секторе экономики. Он отсрочил выполнение многих дорогостоящих проектов, но не смог побороть рост инфляции и цен. В его правительство входил ряд политиков, представлявших интересы крупной промышленно-банковской буржуазии, что свидетельствовало об усилении её позиций. Самым обсуждаемым инцидентом в период его правления стал поджог кинотеатра Рекс в Абадане 19 августа 1978 г., в результате которого погибли 477 человек. Это вызвало начало антиправительственных демонстраций. Жертвами поджогов кинотеатров по всей стране 19 августа в годовщину разгона правительства Мосаддыка стали свыше 400 человек. Исламская оппозиция обвинила правительство в том, что оно несёт ответственность за пожары, чтобы «поставить оппозицию в неверном свете». Премьер-министр занял выжидательную позицию, результатом стали новые демонстрации протеста по всей стране. В Германии, Бельгии, Дании и Нидерландах иранские студенты оккупировали посольства своей страны.
Он ушёл в отставку и был заменён на Джафара Шариф-Эмами 27 августа 1978 г.. После Исламской революции (1979) до конца жизни находился в эмиграции в Соединённых Штатах. Также выступал консультантом правительств Саудовской Аравии и Кувейта.